# West Laurel Hill Cemetery
West Laurel Hill Cemetery är en begravningsplats i Bala Cynwyd i Montgomery County i Pennsylvania. Begravningsplatsen upptogs i National Register of Historic Places år 1992.

## Kända begravda personer i urval

### H
- Alfred C. Harmer (1825–1900), republikansk politiker, representanthusledamot[2]
- Herman Haupt (1817–1905), ingenjör och militär[3]

### J
- Anna Jarvis (1864–1948), aktivist som initierade firandet av Mors dag[4]
- Eldridge R. Johnson (1867–1945), uppfinnare och företagare[5]

### K
- William J. Kirkpatrick (1838–1921), koralkompositör[6]

### L
- Joseph Leidy (1823–1891), paleontolog[7]

### M
- Samuel K. McConnell (1901–1985), republikansk politiker, representanthusledamot[8]

### P
- Teddy Pendergrass (1950–2010), sångare[9]

### R
- Lawson Robertson (1883–1951), friidrottare och friidrottstränare[10]

### S
- Ed Snider (1933–2016), företagsledare[11]
- Edwin Sydney Stuart (1853–1937), republikansk politiker, guvernör och borgmästare i Philadelphia[12]

### T
- Frederick Winslow Taylor (1856–1915), ingenjör[13]

### V
- William S. Vare (1867–1934), politiker (republikan, demokrat), representanthusledamot[14]

### W
- Grover Washington Jr. (1943–1999), saxofonist[15]